# Nedanovce
Nedanovce (in ungherese Nadány) è un comune della Slovacchia facente parte del distretto di Partizánske, nella regione di Trenčín.